# Hidemasa Kobayashi
Hidemasa Kobayashi (小林 秀征 Kobayashi Hidemasa?, nacido el 17 de junio de 1994 en Fukuoka) es un futbolista japonés que se desempeña como delantero.

## Trayectoria

### Clubes
| Club               | País  | Año         |
| ------------------ | ----- | ----------- |
| Fagiano Okayama    | Japón | 2013 - 2016 |
| AC Nagano Parceiro | Japón | 2017        |

## Estadística de carrera

### J. League
| Club               | Año   | J. League | J. League | Copa J. League | Copa J. League | Total | Total |
| Club               | Año   | Part.     | Goles     | Part.          | Goles          | Part. | Goles |
| ------------------ | ----- | --------- | --------- | -------------- | -------------- | ----- | ----- |
| Fagiano Okayama    | 2013  | 0         | 0         | -              | -              | 0     | 0     |
| Fagiano Okayama    | 2014  | 0         | 0         | -              | -              | 0     | 0     |
| Fagiano Okayama    | 2015  | 1         | 0         | -              | -              | 1     | 0     |
| Fagiano Okayama    | 2016  | 0         | 0         | -              | -              | 0     | 0     |
| AC Nagano Parceiro | 2017  | 11        | 0         | -              | -              | 11    | 0     |
| Total              | Total | 12        | 0         | 0              | 0              | 12    | 0     |